# 小杉町
小杉町（こすぎまち）は、かつて富山県射水郡に属していた町である。
江戸時代には加賀藩の宿駅である小杉新町として栄えた。富山市と高岡市の間に位置しており、近年は両市のベッドタウンとして宅地開発が活発である。

## 地理
射水市として合併した5市町村（新湊市、射水郡の全町村）の中で、小杉町のみが山岳を有していた。面積は5市町村で最も大きかった。
- 山：太閤山、高津峰山
- 河川：下条川、新堀川
- 湖沼：薬勝寺池、勅使ヶ池ほか

### 隣接している自治体
- 富山市
- 高岡市
- 新湊市
- 砺波市
- 大島町
- 大門町
- 下村

## 歴史
明治の町村制施行時に町制施行したばかりの町のなかでは、小杉町の面積は6.14 km2と大きい部類に入る。これはかつての小杉新町が農村地域である三ヶ（さんが）と戸破（ひばり）をつなぐ形で発足して、農村部としての機能を維持しながら、市街地を形成してきたことと関係するといわれる。

### 沿革
- 1889年（明治22年）4月1日 - 町村制の施行により、射水郡戸破村、小杉三ヶ村及び大手崎村の区域をもって、射水郡小杉町が発足する。旧小杉町時代の町役場は大字戸破村に置かれていた[3]。初代町長は佐渡美成[4]。
- 1938年（昭和13年）末 - この時点での人口は5,776人[5]。
- 1942年（昭和17年）6月8日 - 射水郡橋下条村を編入する。
- 1953年（昭和28年）11月15日 - 射水郡金山村を編入する。
- 1953年（昭和28年）12月1日 - 射水郡大江村を編入する。
- 1954年（昭和29年）3月27日 - 射水郡黒河村を編入する。
- 1959年（昭和34年）4月1日 - 婦負郡池多村の区域の一部を編入する。
- 1964年（昭和39年）1月 - 小杉町を含む富山・高岡広域都市圏が新産業都市に指定される。
- 1964年（昭和39年）頃 - 太閤山ニュータウンの建設を開始する。
- 2005年（平成17年）11月1日 - 新湊市並びに射水郡大島町、小杉町、大門町及び下村が合併して、射水市が発足する。

### 災害
- 1948年（昭和23年）7月25日 - 集中豪雨により下条川が氾濫。床上浸水約700戸、小杉駅冠水[6]。

## 行政

### 歴代町長
| 氏名     | 就任           | 退任           |
| -------- | -------------- | -------------- |
| 田町久和 | 1954年5月28日  | 1958年5月27日  |
| 田町久和 | 1958年5月28日  | 1962年5月27日  |
| 田町久和 | 1962年5月28日  | 1963年9月7日   |
| 林除宅   | 1963年10月26日 | 1967年10月25日 |
| 渡辺孝   | 1967年10月26日 | 1971年10月25日 |
| 渡辺孝   | 1971年10月26日 | 1975年10月25日 |
| 渡辺孝   | 1975年10月26日 | 1979年10月25日 |
| 竹内和義 | 1979年10月26日 | 1983年10月25日 |
| 三上和夫 | 1983年10月26日 | 1987年10月25日 |
| 三上和夫 | 1987年10月26日 | 1991年10月25日 |
| 三上和夫 | 1991年10月26日 | 1995年10月25日 |
| 三上和夫 | 1995年10月26日 | 1999年10月25日 |
| 土井由三 | 1999年10月26日 | 2003年10月25日 |
| 土井由三 | 2003年10月26日 | 2005年10月31日 |

### 市町村合併
射水市への合併の際は、町を二分する騒動となった。小杉町は、2002年8月に行われた住民アンケートを根拠に新湊市を除く射水郡3町1村での合併を主張していた。2003年2月16日の住民投票では新湊市を含めた5市町村合併派が優勢であったが、町議会の意向をうける形で射水郡3町1村合併の方針を維持し、2004年3月9日の議会で射水地区広域圏合併協議会からの離脱を決定した。5市町村合併派住民から土井由三町長をリコールしようとする動きが見られたため、それを回避する目的で2004年8月29日に住民投票が行われ、新湊市を含む5市町村の合併賛成の票が多数となった。それを受けて小杉町は合併協議会に再加入し、当初予定の2005年3月31日より遅れて同年11月1日に5市町村で射水市として合併した。

## 教育

### 小学校
- 小杉町立歌の森小学校
- 小杉町立金山小学校
- 小杉町立小杉小学校
- 小杉町立太閤山小学校
- 小杉町立中太閤山小学校

### 中学校
- 小杉町立小杉中学校
- 小杉町立小杉南中学校

### 高等学校
- 富山県立小杉高等学校

### 大学・短期大学
- 富山福祉短期大学
- 富山県立大学
  - 富山県立大学短期大学部

### その他の学校
- 放送大学富山学習センター
- 富山情報ビジネス専門学校

## 姉妹都市・提携都市

### 国内
- 渋谷区（東京都）
  - 友好都市提携
- パークゴルフネットワーク（1996年8月結成）
  - 石川県根上町（現能美市）、宮城県田尻町（現大崎市）、神奈川県開成町、北海道幕別町

### 海外
- サリバン郡（アメリカ合衆国 ニューヨーク州）
  - 1990年10月18日姉妹都市提携

## 交通

### 鉄道路線
- 北陸本線
  - 小杉駅

### 道路
- 高速道路
  - 北陸自動車道小杉IC
- 一般国道
  - 国道8号
  - 国道472号
- 都道府県道
  - 主要地方道
    - 富山県道9号富山戸出小矢部線
    - 富山県道31号小杉婦中線
    - 富山県道44号富山高岡線
    - 富山県道58号高岡小杉線
    - 富山県道62号富山小杉線
    - 富山県道73号高岡青井谷線

  - 一般県道
    - 富山県道204号小杉本江線
    - 富山県道231号松木鷲塚線
    - 富山県道232号堀岡小杉線
    - 富山県道236号小杉大門線
    - 富山県道348号太閤山戸破線
    - 富山県道349号白石西高木戸破線
    - 富山県道367号串田新黒河線
    - 富山県道377号小杉吉谷線

## 名所・旧跡・観光スポット・祭事・催事
- 太閤山ランド
- 太閤山温泉
- 蓮王寺 - 俵藤太（藤原秀郷）由緒の、真言宗寺院。小杉大仏がある。
- 薬勝寺 - 火の宮城（日宮城）に隣接する真言宗寺院。上杉謙信に追われた神保長職が霊験をうけ「薬師如来に勝る」と名付けた。
- 黒河夜高祭
- 小杉劇場 - 映画館（～1960年代）[7]

## 関連人物

### 出身人物
- 柳沢敦
- 青井忠治（実業家） - 丸井創業者。NHKアナウンサー青井実の祖父。
- 岩井克行
- 須藤晃
- 武道優美子
- 柴田泰佳
- 津田文吾
- 玉本奈々（美術家）、著者

### 名誉町民
- 片口安太郎（1959年11月9日議決）
- 滝田実（1995年9月26日議決）
- 郷倉和子（2002年9月19日議決）